# Katia Legentil
Pour les articles homonymes, voir Legentil.
Katia Legentil, née en 1969, est une gymnaste française pratiquant la discipline du tumbling.

## Carrière
Médaille d'Or aux Championnats de France en 1987, aux Championnats d'Europe de trampoline 1987, aux Championnats d'Europe de trampoline 1989 et aux Championnats du monde de trampoline 1990, elle remporte la médaille d'or en tumbling par équipes.
En 1991, elle est championne d'Europe de tumbling par équipes et médaillée de bronze européenne en tumbling individuel.